# Materialisme cultural
El materialisme cultural és un paradigma antropològic basat, però no limitat, pel pensament materialista marxista. El terme materialisme cultural, concepte utilitzat per primera vegada per Marvin Harris en el seu llibre The Rise of Anthropological Theory (1968), es deriva de dues paraules: cultura (estructura social, llenguatge, lleis, religió, política, art, ciència, supersticions, etc.) i materialisme (la matèria, en lloc de l'intel·lecte o de l'espiritualitat, és fonamental per a la realitat). Harris va desenvolupar el materialisme cultural amb idees prestades de doctrines antropològiques existents, especialment del materialisme marxista.
El Materialisme Cultural reté i amplia els tres nivells marxistes del model cultural: infraestructura, estructura i superestructura.
Infraestructura: la població, les necessitats biològiques bàsiques, i els recursos (el treball, l'equip, la tecnologia, etc.).
Estructura: el patró d'organització (el govern, l'educació, el reglament de producció, etc.).
Superestructura: institucions socials (les lleis, la religió, la política, l'art, la ciència, les supersticions, els valors, les emocions, les tradicions, etc.).
El materialisme dialèctic marxista (els conceptes i les idees són el resultat de la condició material) i el materialisme històrica marxista (els membres influents de la societat dominen la condició material, mentre que les institucions socials de la societat estan basades en la condició material) difereix del materialisme cultural en diversos aspectes clau. El materialisme cultural manté que la infraestructura té influència sobre l'estructura, mentre que l'estructura exerceix poca influència sobre la infraestructura.
El materialisme marxista, d'altra banda, sosté que la infraestructura i l'estructura s'influencien una a l'altra. Una altra distinció entre el materialisme marxista i el cultural és la teoria de classes. El materialisme marxista creu que el canvi social és beneficiós solament per a la classe governant (burgesia), mentre que els materialistes culturals creuen que el canvi social és beneficiós també per a la classe treballadora (proletariat). El materialisme cultural busca explicar l'organització cultural, la ideologia i el simbolisme dins d'un marc materialista (Infraestructura/estructura/superestructura). Els materialistes culturals creuen que la societat es desenvolupa sobre la base d'assaig i error. Si alguna cosa no és beneficiós per a l'habilitat de la societat de produir i reproduir, o fa que la producció i la reproducció excedeixin els límits acceptables, desapareixerà d'un tot de la societat. Per tant, les lleis, el govern, la religió, els valors familiars, etc. han de ser beneficiosos per a la societat, o deixaran d'existir dins de la societat. Els materialistes culturals ignoren l'èmica (opinió de la societat) en favor de l'ètica (observació de fenòmens a través de mètodes científics).

## Crítica
- Les crítiques, tant als principis del materialisme cultural com en teories concretes, han estat abundants i a moltes hi va respondre Marvin Harris. Des del marxisme estructural Jonathan Friedman va titllar aquesta estratègia de «materialisme vulgar», una classe de materialisme simplificador que «concep les formes socials com a mers epifenòmens de tecnologies i ambients». Harris va respondre a aquesta i altres crítiques semblants indicant que les cultures són sistemes i com a tals produeixen complexes retroalimentacions i interaccions entre els seus components; per tant, no és possible prescindir dels components simbòlics; i a més, aquests poden ser estimulants del canvi social.

- Els postmodernistes rebutgen el materialisme cultural pel seu ús del mètode científic. Sostenen que la ciència no s'apropa més a la veritat que altres «lectures» i rebutgen les generalitzacions a les quals criden teories «totalitzadores». Per a ells la veritat és relativa, local, indefinida i interpretativa i, per tant, cal renunciar a obtenir dades etnogràfiques objectives.

- L'antropòleg James Lett assenyala que l'epistemologia del materialisme cultural no és veritablement materialista, ja que les coses materials i immaterials no poden tenir relacions causals. Lett cita O'Pixés, que sosté que entitats supraindividuals no poden tenir una eficàcia causal, ja que no són entitats físiques, i encara que existeixin correlacions entre successos això no és indicatiu de relacions causals. Harris havia respost a O'Pixés argumentant que les entitats abstractes en les ciències empíriques com la infraestructura són entitats materials reals mentre es construeixin sobre una base material indentificable mitjançant operacions logicoempíriques Lett opina que les teories de Harris seran superades per la psicologia evolucionista, que aplica amb més consistència el materialisme i l'epistemologia de la ciència.

- El sociòleg Stephen K. Sanderson rebutja algunes de les teories de Harris sobre qüestions com l'incest, origen de la guerra en societats preestatales o sobre les diferències de natalitat entre diferents societats. Per Sanderson aquests fenòmens s'expliquen millor des de la sociobiologia i proposa una nova estratègia d'investigació que solucionaria les manques del materialisme cultural, i inclouria la sociobiologia a la qual ha anomenat Teoria del conflicte darwinià.